# BNNVARA
Omroepvereniging BNNVARA és una emissora pública dels Països Baixos. BNNVARA es va crear l'1 de gener de 2014 a partir d'una fusió parcial de les emissores de BNN i VARA. BNNVARA també actuarà com a associació de radiodifusió l'1 de setembre de 2018, després de la fusió formal de les emissores VARA i BNN. Té la seu a l'antic edifici de VARA situat al Media Park de Hilversum.

## Origen
A principis de 2011, VARA i BNN van anunciar que es fusionarien. El 6 de novembre de 2011, els directius del VARA van acordar la fusió després que el consell de membres de BNN ja ho hagués fet una setmana abans. BNN i VARA van anunciar el 8 de febrer de 2012 que la decisió de fusió era definitiva. La fusió es va completar el gener de 2016. A partir del 24 d'agost de 2017, les emissions de ràdio i televisió es transmetrien sota el logotip conjunt de BNNVARA. Marc Adriani seria el director general. Anteriorment era director general de BNN. Després de la fusió, Frans Klein va actuar com a director de mitjans, ocupant el mateix càrrec a VARA.
A partir de l'1 de novembre de 2018 Karin van Gilst (anteriorment, entre d'altres, directora comercial del Stedelijk Museum Amsterdam) i Gert-Jan Hox (anteriorment a Talpa Global i Rene Stokvis Producties) foren els nous directors de BNNVARA. Karin van Gilst va anunciar la seva renúncia el desembre de 2019.

## Fusió
BNN i VARA es van fusionar íntegrament l'1 de setembre de 2018, però inicialment les activitats de retransmissió només es van transferir a la Omroepvereniging BNN-VARA. Aquesta associació fou una denominada emissora de cooperació (art. 2.24a, Mediawet 2008). L'Omroepvereniging VARA i l'Omroepvereniging BNN van continuar existint després de l'1 de gener de 2014 i les dues marques també van ser mantingudes per BNN-VARA. A partir del 24 d'agost de 2017, les dues emissores van passar a ser conegudes com a BNNVARA. La fusió de les dues associacions de radiodifusió va tenir lloc l'1 de setembre de 2018.

## Formació[calcitació]
BNNVARA té el seu propi programa de formació, la BNNVARA Academy. Va ser creada per BNN el 2008 abans de la fusió. El curs s'anomena BNN University. Alguns presentadors coneguts que hi han completat el curs de formació són:
- Geraldine Kemper
- Frank van der Lende
- Filemon Wesselink
- Tim Hofman
- Emma Wortelboer